# Cores nacionais da Alemanha

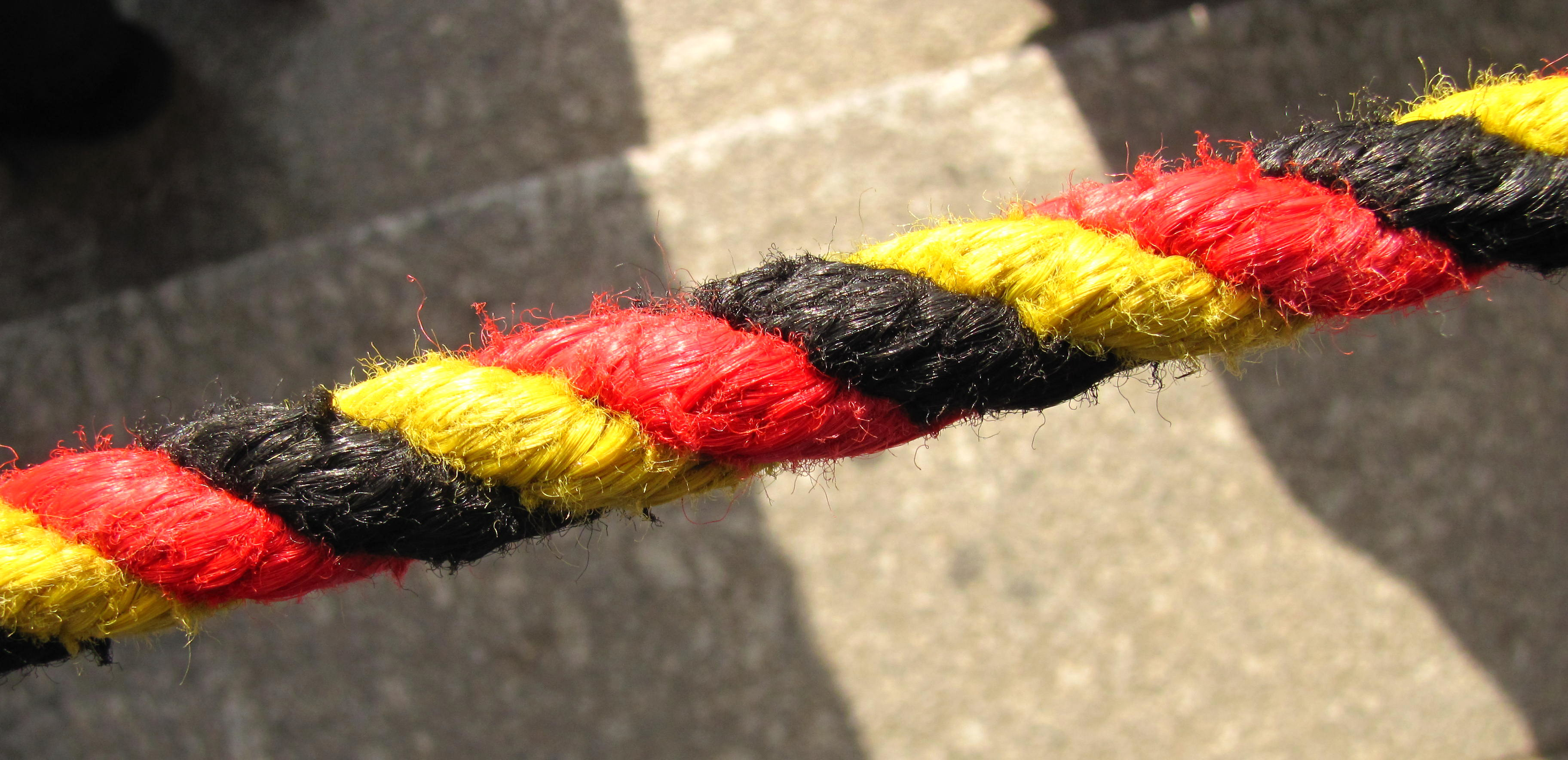
Barreira de corda preta, vermelha e dourada no Bundestag (parlamento alemão).

As cores nacionais da Alemanha são oficialmente a preta, a vermelha e a dourada, definidas através da adoção da bandeira da Alemanha, com estas três cores em 1949.
As cores remetem às três cores adotadas pela Urburschenschaft de Jena em 1815, representando uma fase clássica no desenvolvimento do nacionalismo alemão e a ideia de unificação alemã. Em meados de 1860, as cores preta, branca e vermelha, baseadas nas bandeiras hanseáticas, foram usadas na bandeira da Confederação da Alemanha do Norte e no Império Alemão, como as nacionais.  Em 1919, a República de Weimar optou por reintroduzir as cores preta, vermelha e dourada. Esse foi um fato controvérso, então através de um acordo, a antiga bandeira foi reintroduzida em 1922, para representar missões diplomáticas no exterior. Como reação, a Reichsbanner Schwarz-Rot-Gold foi uma organização formada em 1924, com o intuito de representar os partidos apoiadores da democracia parlamentar, e da remanescência da existência da República de Weimar; preto-vermelho-dourado representavam os partidos centristas, que suportavam o parlamento, e preto-branco-vermelho representavam a oposição nacionalista e monarquista.

## Preto, vermelho e dourado

### Supostas origens pré-modernas

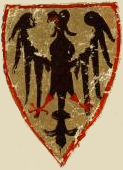
Escudo de armas do Imperador Henrique VI, do Codex Manesse.

A Reichsbanner do Sacro Império Romano, usada a partir do século XV.

A escolha das cores nacionais como preta, vermelha e dourada foi motivada retrospectivamente pela ocorrência da combinação dessas cores no escudo de armas medieval dos Imperadores romano-germânicos, a Reichsadler preta em um fundo dourado, usada desde o século XII. As cores imperiais preta e dourada foram adotadas por muitas cidades imperiais para enfatizar a sua imediatidade. As cores preta, vermelha e dourada foram supostamente usadas na eleição de Frederico I, como Rei dos romanos, em 4 de março de 1152 em Frankfurt am Main. De acordo com fontes coetâneas, o caminho do novo Rei, entre a Catedral de Frankfurt e a praça Römer, foi coberto com um tapete colorido, o qual mais tarde, foi cortado em inúmeros pedaços pequenos e distribuído para a multidão. Uma águia imperial com patas, bico e língua vermelhas foi usada do século XIV em diante, como descrita no Codex Manesse em aproximadamente 1304.
A Monarquia de Habsburgo usou as cores preta e dourada na sua bandeira dinástica, desde aproximadamente 1700; quando o imperador Francisco I da Áustria abdicou do trono em 1806, ele adotou as mesmas cores na bandeira do Império austríaco.
A ligação das cores preta, vermelha e dourada com o desenho da Reichsbanner parece ter sido feita durante as revoluções de 1848 nos Estados alemães.Ferdinand Freiligrath, em seu poema Schwarz-Rot-Gold, publicado em 1851 e datado de 17 de março de 1848, escreveu os seguintes versos: "Das ist das alte Reichspanier, Das sind die alten Farben!" ("Este é o estandarte imperial de antes, estas são as cores passadas!"), além disso, muniu as cores com um certo simbolismo: "Pulver ist schwarz, Blut ist rot, Golden flackert die Flamme!" ("A pólvora é preta, o sangue é vermelho, dourada é a chama que flameja!").
Autores comunistas, tanto Friedrich Engels, em seu A Guerra Camponesa Alemã (1850, p. 91), quanto Albert Norden, em seu Um Die Nation (1953, p. 17),  também atribuem o uso das cores aos insurgentes da Guerra dos Camponeses de 1525. 

### Guerras de Liberação

Réplica da bandeira da Urburschenschaft.

Os uniformes da Lützowsches Freikorps durante a Campanha Alemã (1813-1814), contra a ocupação francesa de Napoleão, também consistiam da combinação de preto, vermelho e dourado - embora principalmente por razões funcionais: a unidade militar sob o comando do major prussiano  Ludwig Adolf Wilhelm von Lützow era constituída por estudantes universitários voluntários de todas as partes da Alemanha, cujas vestimentas variadas eram coloridas uniformemente em preto, decoradas com botões de metal e punhos de manga vermelhos. As tropas de Ulano usavam galhardetes coloridos em vermelho e preto.
Preto, vermelho e dourado, remetendo às antigas cores imperiais, logo se tornaram símbolos da luta alemã por liberdade, representando o caminho da servidão (preto) através da luta sangreta (vermelho) em direção às estrelas (dourado), similar ao sentido da máxima "Per aspera ad astra". Essa cultura interpretativa foi perpetuada em memória à mártires venerados, como o autor Theodor Körner. As cores vermelha e preta com uma insígnia de folha de carvalho dourada foram adotadas como couleur (fitas ou boinas distintivas) pela primeira Urburschenschaft nacional alemã, fraternidade estudantil estabelecida em 12 de junho de 1815, em Jena, e exposta publicamente no Festival do Wartburg em 1817.
A esperança dos estudantes de um despertar nacional acabou com a implementação da Confederação Germânica, não um Estado-nação, mas uma federação desligada dos monarcas alemães, os quais baniram quaisquer atividades de fraternidades através dos Decretos de Carlsbad reacionários em 1819. Desde então, as cores preta-vermelha-dourada tornaram-se um símbolo muito difundido da busca pela liberdade, democracia e unidade liberal, assim as cores foram usadas em bandeiras horizontais tricolores por veteranos de Lützow e outros revolucionários democráticos do Festival de Hambach em 1832, e nas Revoluções de 1848 nos Estados alemães.

### Revolução de Março

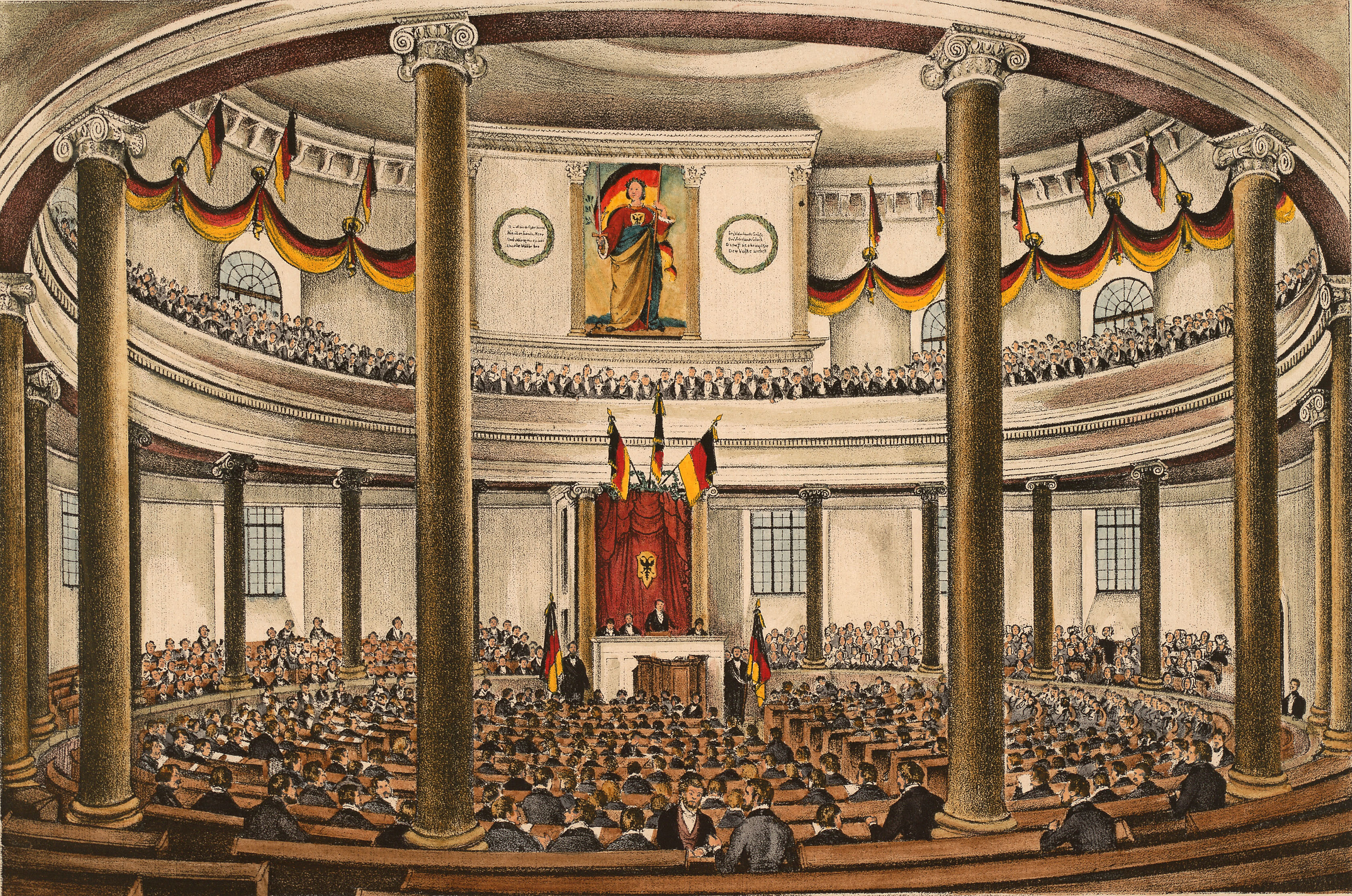
Parlamento de Frankfurt, Igreja de São Paulo, decorada com a Germania.

Como resultado das revoluções de 1848, o Bundestag dos monarcas alemães, os quais continuaram a utilizar o escudo de armas da águia imperial em 1815, também adotou as três cores como forma de firmar a agitação nacionalista. O imperador Fernando I da Áustria hasteou a banderia preta, vermelha e dourada na Catedral de Santo Estêvão, em Viena, e exibiu-se com a mesma, na janela do Palácio Hofburg. Em Berlim, o rei Frederico Guilherme IV da Prússia teve de fazer reverência aos insurgentes do movimento de liberação, mortos em combate, e vestir uma braçadeira preta, vermelha e dourada enquanto cavalgava pela cidade.
O Parlamento de Frankfurt instituiu pela primeira vez, em 18 de maio de 1848, que as ruas da cidade fossem decoradas com as "cores alemãs", assim como a sala de audiências da Igreja de São Paulo. Em 12 de novembro, o parlamento estabeleceu por meio de resolução, que preto, vermelho e dourado seriam as cores da bandeira de guerra e da bandeira mercante da Alemanha. Contudo, como bandeira oficial da Confederação Alemã, a tricolor foi usada principalmente na pequena frota imperial Reichsflotte, a qual já não existia em meados de 1852.  A Constituição de Frankfurt adotada em 1849, e nunca tendo entrado em vigor, omitia qualquer cláusula sobre símbolos nacionais. Após a dissolução do Parlamento de Frankfurt, a tricolor desapareceu da esfera pública. Ridicularizada por Heinrich Heine, sendo chamada de "lixo alemão ultrapassado", continou como bandeira oficial da Confederação Alemã, revitalizada em 1866, como estandarte da Áustria e de seus aliados na Guerra Austro-Prussiana e dos estados da Alemanha do Norte.

## Preto, branco e vermelho

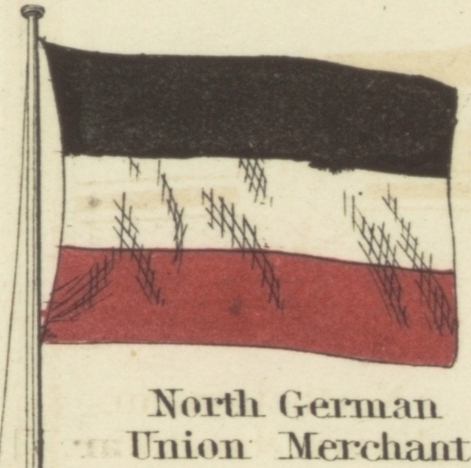
Bandeira mercante da Alemanha do Norte, 1868.

Após a guerra e a desintegração da Confederação Alemã, a Confederação da Alemanha do Norte conduzida pela Prússia, foi estabelecida através de instância do Ministro-Presidente Otto von Bismarck para responder à Questão Alemã. Era desejável um outro esquema de cores, visto que preto e dourado eram cores associadas aos Habsburgos da Áustria. A partir de 1867, preto, branco e vermelho passaram a ser as cores da bandeira do recém-estabelecido Ente federativo; a tricolor derivava da combinação do preto e branco prussianos e do vermelho da bandeira da Liga Hanseática da Alemanha do Norte.
Desde o século XIII, uma cruz preta em um escudo branco havia sido usada pela Ordem Teutónica medieval, a qual tinha fundado o Estado da Ordem Teutónica na Prússia. Seu grão-mestre Hermann von Salza, recebeu o direito de carregar a ágiua preta imperial através da Bula Dourada de Rimini de 1226, emitida pelo imperador Frederico II, indicando que ele dispunha da imediaticidade imperial, como Príncipe do Sacro Império Romano-Germânico. Quando o Estado Teutônico foi secularizado em 1525, como Ducado da Prússia, a águia preta no escudo branco passou a ser o Brasão de armas da Prússia. A Casa de Hohenzollern tinha um brasão de armas preto e branco.
As cores branca e vermelha da antiga Liga Hanseática foram adicionadas, além do preto e branco da Prússia. Embora essa organização medieval internacional de comércio tivesse perdido a sua influência há mais de dois séculos, as cidades-estados de Bremen, Hamburgo e Lübeck, todas antigas Cidades Imperiais Livres, tinham orgulho das suas tradições hanseáticas seculares. O comandante da marinha, o príncipe Adalberto da Prússia, advogou fortemente a implementação de uma tricolor combinada do preto e branco prussianos e do vermelho e branco hanseáticos como uma bandeira de guerra e uma insignia civil. Bismarck ("não me importo nem um pouco com essas cores! O que seja, verde e amarelo e dança da alegria, ou a bandeira do Grão-Ducado de Mecklemburgo-Strelitz...") não fez nenhuma objeção.

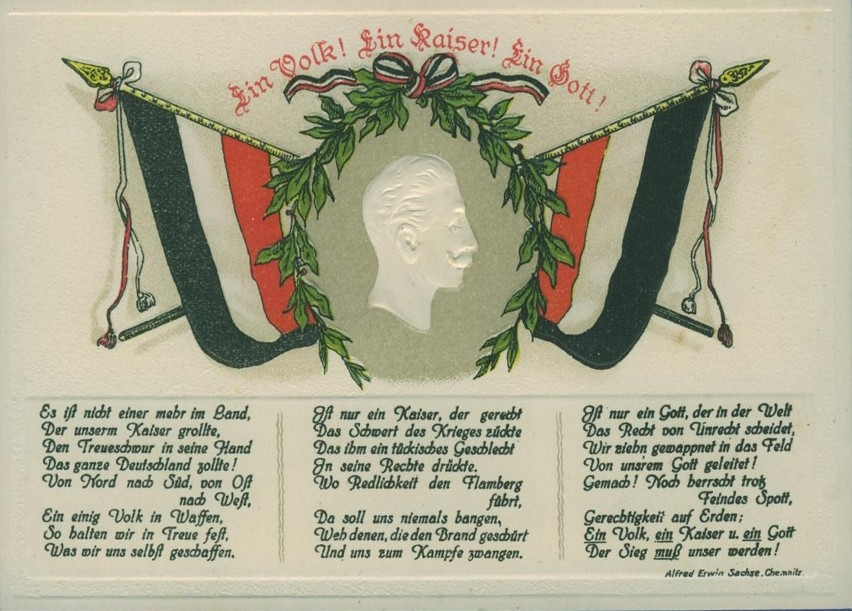
"Uma Nação! Um Imperador! Um Deus!", cartão-postal alemão, em meados de 1900.

Desde Unificação Alemã de 1871 a 1918, preta, branca e vermelha foram largamente aceitas como as cores nacionais do Império Alemão, embora não tenham sido adotadas oficialmente como a bandeira imperial por lei antes de 1892. Várias associações alemãs abraçaram a tricolor patrióta, e organizações esportivas que haviam sido fundadas em função da Primeira Guerra Mundial, geralmente escolhiam branco com preto e, ou vermelho adicionais como suas cores.

## Cores do Estado
Na revolução alemã de 1918-19, as cores preta, branca e vermelha foram abandonadas em favor das democráticas preta, vermelha e dourada de 1848. Tendo em vista a posição infeliz da Alemanha, após ter perdido a guerra, e sob os termos do Tratado de Versalhes, as forças monárquicas e do Nacional alemão defenderam a retenção das cores imperiais como uma questão de orgulho nacional. Até então e ainda hoje, preto, branco e vermelho tem sido constantemente associados ao radicalismo direitista, por causa de seu uso pelos partidos de direita, e mais tarde em círculos de extrema-direita.

### República de Weimer
Embora mesmo deputados liberais, na Assembléia Nacional de Weimar, fossem contra uma mudança de cores, o Artigo 3 da Constituição alemã de 11 de agosto de 1919, determinou as cores preta, vermelha e dourada tanto para a bandeira nacional tricolor como para o brasão de armas da águia da República de Weimar. Considerando os debates anteriores no entanto, as então cores preta, vermelha e branca permaneceram como insignias civis alemães, com preto, vermelho e dourado no canto superior esquerdo. A partir de 1922, a faixa do Reichskriegsflagge foi oficialmente proibida em navios da Marinha alemã. As cores preta, vermelha e dourada foram refutadas por círculos abrangentes nas forças armadas do Reichswehr e na associação de veteranos da Primeira Guerra Mundial.
O tema das cores nacionais foi, entrementes, continuamente debatido na sociedade alemã. Organizações do tipo Studentenverbindung enfatizavam a conotação do preto, vermelho e dourado da Alemanha Maior, que haviam sido frustrados pelos Poderes Aliados, proibindo a adesão da Áustria alemã na Alemanha. A maioria dos partidos políticos centristas foram a favor das cores novas, mas muitas pessoas de visões políticas variadas ainda sentiam que preto, branco e vermelho eram as verdadeiras cores da Alemanha. A bandeira da República de Weimar foi insultada por conservadores e nacionalistas, comunistas e nazistas, que às vezes se referiam a ela como "preta-vermelha-amarela" ou até "preta-vermelha-mostarda". Em 1921, até Gustav Stresemann, presidente do Partido Liberal Popular Alemão, defendeu a reintrodução do preto, branco e vermelho. Em maio de 1926, o governo alemão do Chanceler Hans Luther, teve de renunciar após uma discussão sobre a exibição de bandeiras em embaixadas alemãs.
Para encontrar forças antidemocráticas, a sociedade Reichsbanner Schwarz-Rot-Gold  foi fundada por membros do Partido Social-Democrata da Alemanha, do Partido do Centro Católico e do Partido Liberal Democrata Alemão em 1924. Liderado pelo social-democrata Otto Hörsing, o objetivo definido da organização era defender as cores e os valores parlamentares que elas representavam. Inicialmente, uma liga de veteranos da Primeira Guerra Mundial, o Reichsbanner logo evoluiu para uma organização massiva com um número de membros de mais de três milhões. Constantemente atacado pelos grupos paramilitares Sturmabteilung, Stahlhelm e Rotfrontkämpferbund, uniu forças com as uniões comerciais Allgemeiner Deutscher Gewerkschaftsbund e Allgemeiner freier Angestelltenbund para formarem a democrática Frente de Ferro. Com a democracia de Weimar, as cores preta, vermelha e dourada continuaram na disputa.

### Regra nazista
No Machtergreifung do Partido Nazista, quando Adolf Hitler tomou o poder em 1933, as cores "democráticas" logo saíram de cena, embora não tenham sido oficialmente abolidas. Por ordem de 7 de março, dois dias depois da eleição federal alemã, o Presidente Reich Paul von Hindenburg reintroduziu o preto, branco e vermelho como decorações oficiais do próximo feriado público Volkstrauertag. Junto da bandeira com a suástica do Partido Nazista, as cores imperiais foram restauradas como um símbolo nacional provisório, sujeito a uma decisão final do governo alemão. A bandeira nazista concorrente também usava uma combinação de cores preta, branca e vermelha, mas não da mesma forma que a antiga bandeira do Império Alemão. Em vez disso, o vermelho socialista foi a cor dominante.
Após a morte de Hindenburg, em 2 de agosto de 1934, Hitler se tornou Führer e Chanceler do Reich. Através de lei em 15 de setembro de 1935, ele declarou como as cores nacionais a preta, branca e vermelha, mas fez a sua bandeira da suástica do Partido Nazista, a única bandeira nacional e insígnia civil da Alemanha. Protestos conservadores nacionais foram silenciados. Em um discurso, o presidente do Reichstag, Hermann Göring, declarou a bandeira preta, branca e vermelha do Império Alemão, como "rebaixada".

### Pós-guerra

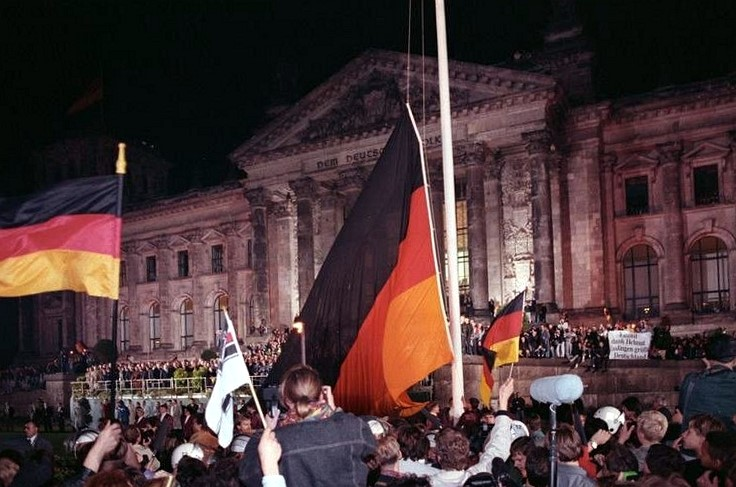
A bandeira da unidade alemã erguida como memória nacional à reunificação da Alemanha, em frente ao Palácio do Reichstag em Berlim, em outubro de 1990.

Após a Segunda Guerra Mundial, a Alemanha foi ocupada e dividida. Ambos os Estados fundados em 1949, a República Federal da Alemanha (oeste da Alemanha) e a República Democrática da Alemanha (leste da Alemanha), tomaram a cores democráticas preta, vermelha e dourada novamente, com a RDA adicionando seus símbolos socialistas à sua bandeira em 1959. Como compromisso, a Equipe Unificada da Alemanha nos Jogos Olímpicos, a qual havia competido pela primeira vez em 1956, teve de adicionar anéis olímpicos brancos à sua bandeira para os jogos de 1960 e 1964, e também para 1968, quando dois times alemães diferentes entraram com símbolos parecidos. Depois da queda do Muro de Berlim, em 1989, cidadãos do leste alemão cortaram os símbolos socialistas da bandeira do leste alemão, a fim de demonstrarem apoio a uma unificação com o oeste alemão, o qual também continuou o uso do tradicional brasão de armas da águia, chamado Bundesadler.
Na República Federal da Alemanha (desde 1949), e especialmente depois da década de 60, somente partidos de extrema-direita usam o preto, branco e vermelho, especialmente conservadores radicais e neonazistas. Partidos populares de direita e conservadores nacionais, por exemplo, os Republicanos, exibem enfaticamente o preto, vermelho e dourado em sua logo. Além dos extremistas de direita, apenas um grupo muito pequeno de monarquistas exibem as cores antigas.

## Uso das cores nos esportes

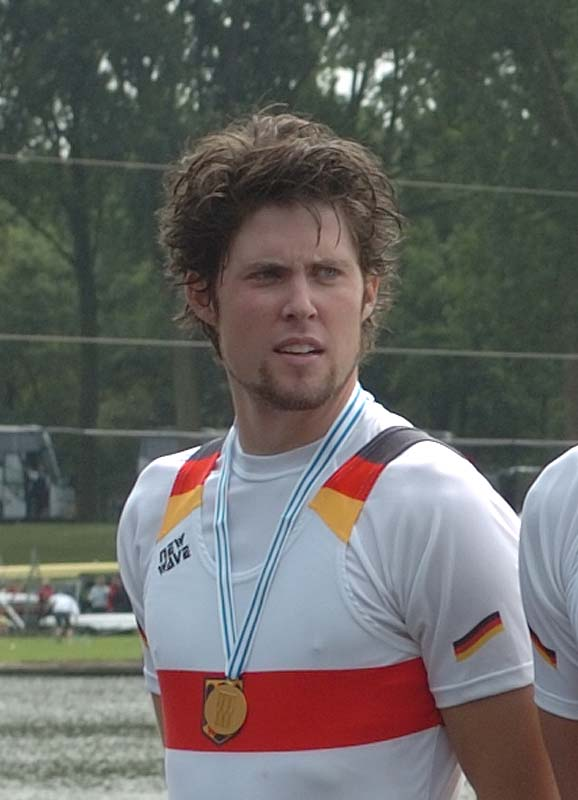
O remador alemão Richard Nagel, vestindo branco com uma faixa vermelha sobre o peito.

Os times esportivos alemães geralmente usam o branco como a cor principal, as organizações que haviam sido fundadas antes de 1919, tem escolhido frequentemente as cores prussianas: branco com preto adicional e às vezes, vermelho. Alguns exemplos são a Seleção Alemã de Futebol, integrante da Federação Alemã de Futebol (FAF) desde 1908, praticantes alemães de atletismo e remo, que usam uma faixa vermelha sobre o peito, e carros de corrida alemães, que foram, de acordo com o esquema internacional de cores do automobilismo, pintados em branco com números vermelhos (desde 1934, a Mercedes-Benz e a Auto Union tem usado metal sem tinta, ou prateado).
Entre 1918 e 1933, e depois de 1945, preto-vermelho-dourado se tornaram as cores nacionais novamente. Organizações fundadas nesse período, como a Associação de Futebol Americano da Alemanha ou a Organização Alemã de Esportes Não-Olímpicos, geralmente usam preto-vermelho-dourado em suas cores, na maioria das vezes, em um fundo branco. Recentemente, muitos times nacionais de organizações mais antigas tem adicionado adornos em preto-vermelho-dourado aos seus uniformes.